# آشوت هامبارتسومیان
آشوت هوهانسی هامبارتسومیان (ارمنی: Աշոտ Հովհաննեսի Համբարձումյան؛ زاده ۲۹ اکتبر ۱۹۵۵) نقاش، طراح صحنه اهل ارمنستان است.

## زندگی‌نامه
وی در ۲۹ اکتبر ۱۹۵۵ در ایروان به دنیا آمد و از کالج دولتی هنرهای زیبای پانوس ترلمزیان (۱۹۷۸) انستیتو دولتی هنری و نمایشی ایروان (۱۹۸۴) فارغ‌التحصیل گشت. لالا مناتساکانیان همسر وی بود.  وی همچنین برنده جوایزی همچون نقاش شایسته جمهوری ارمنستان (۲۰۱۳) شد.